# Втора призренска лига
Втората призренска лига е организация, основана от водещи албански общественици в Косово през 1943 г., непосредствено след излизането на Кралство Италия от Оста във връзка с променената политическа ситуация на Балканите в хода на Втората световна война, която е следствие от излизането на Кралство Италия от войната. Целта ѝ е провеждането на кампания за запазване на етническото обединение на албанците от Косово с тези от Албания, постигнато под италианска опека.

## Предистория
В хода на Руско-турската освободителна за българите война е формирана Призренска лига, чиято цел е защита на албанското землище от сръбската и черногорска експанзия към Северна Албания и Косово.
От 1918 година територията на днешно Косово е окончателно присъединена към Югославия, като преди това от 1913 е част от Кралство Сърбия.
В хода на Втората световна война Албания е окупирана от Кралство Италия, а след успешния завършек на военната операция срещу Югославия под кодовото наименование Ауфмарш 25, територията на по-голяма част от днешно Косово е включена към албанския протекторат под италианска опека на Балканите.

## Причини за създаване, формиране и дейност на лигата
След държавния преврат в Италия от 1943 година с последвалото го формиране на Република Сало, Италия изоставя своите позиции на Балканите, следствие от което се образува политически вакуум в бившите територии под италианска опека, най-съществената от които е Албания, включваща по това време и по-голяма част от територията на днешната държава Косово.
Втората призренска лига е сформирана от Бедри Пеяани, умерен политически лидер, който поддържа създаването на независима и разширена от италианските завоевания албанска държава, включваща в себе си по-голямата част от албанския народ на Балканите в нея, т.е. включително и частта от Косово. Педжани се обръща към ръководителя на СС Хайнрих Химлер с молба за неговата помощ в осъществяването на това общоалбанско начинание. В замяна на немската политическа подкрепа за това общоалбанско начинание Педжани обещава създаването на албански бойни Вафен СС формирования в състава на Вермахта. Химлер одобрява искането и разпорежда образуването на две етнически албански Вафен СС формирования, чиято финансова издръжка е осигурена от Втората призренска лига.
Бедри Педжани е определен за председател на Лигата, а за албански премиер е избран Реджеп Митровица в качеството си на председател на Централния комитет на Втората призренска лига.
Втората призренска лига се формира като чисто антикомунистическа и националистическа организация, като броя на членовете и достига 15 000. Политиката ѝ е в подкрепа на тази на силите на Оста, и в частност на тази на Третия Райх на Балканите.
В крайна сметка поради хода на Втората световна война, Втората призренска лига не успява да постигне целта си за задържането на Косово в състава на една своеобразна Велика Албания. Доброволците набирани от нея за Бали Комбетар започват борба срещу югославските партизани и в Косово, а албанската СС дивизия Скендербег (в състав от 6491 етническите албанци) участва в поддържането на реда и военната окупация на територията на Вардарска Македония и Сърбия след Деветосептемврийския преврат в Царство България. На по-късен етап във войната други около 300 етнически албанци-мюсюлмани са включени в състава на 13-а СС планинска дивизия Ханджар, след разформирането на СС дивизията Скендербег.
След като Червената армия, подкрепена от комунизираната Българска армия, овладява Косово и Западна Македония, Лигата прекратява своето съществуване, а членовете и са репресирани от албанските комунисти.